# Pekko

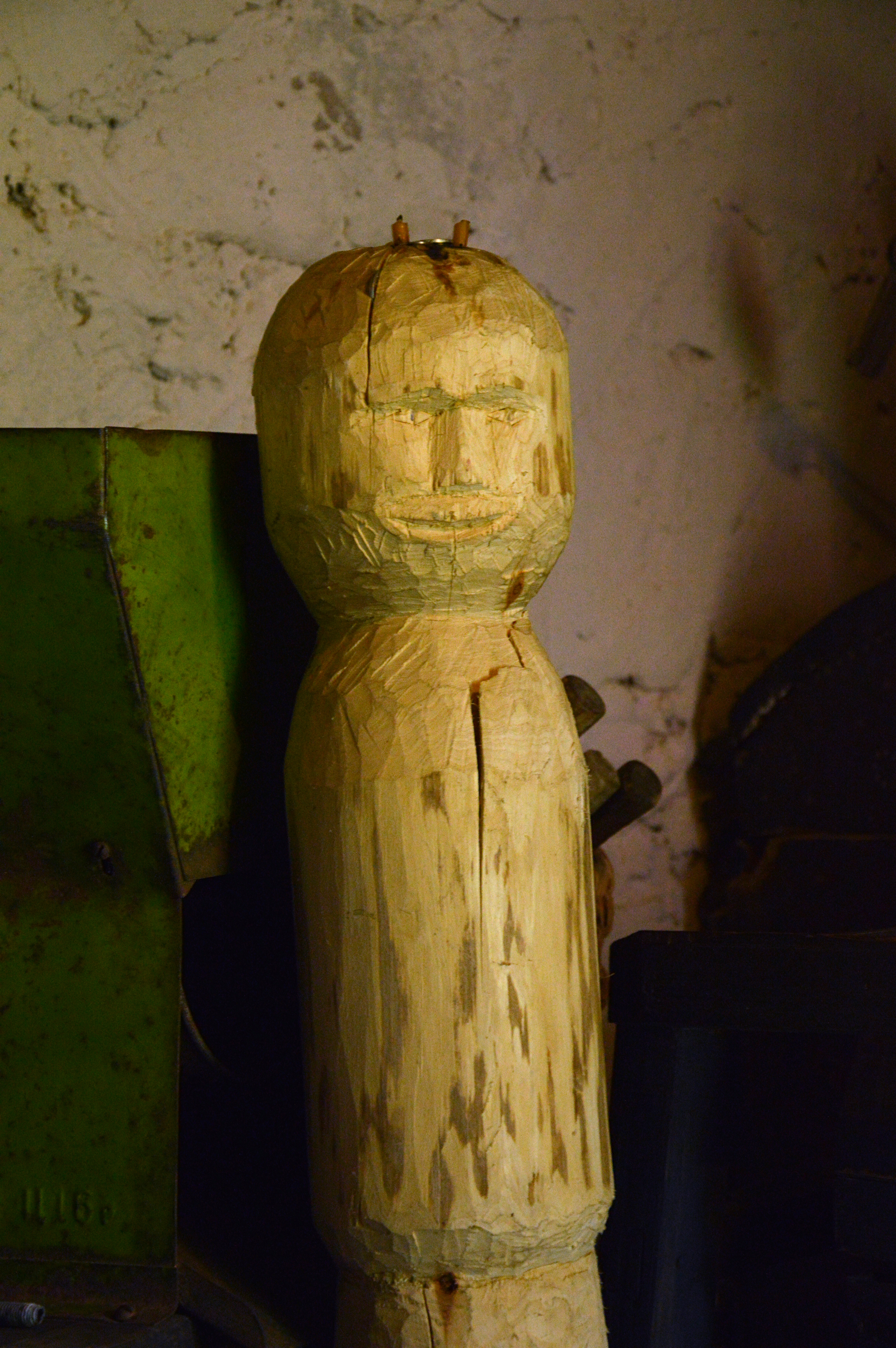

Pekko. É o Deus guardião da cevada segundo a mitologia fino-húngara.